# Rusalka
Rusalke su ženska bića u slavenskom folkloru, najčešće zloćudna i asocirana s vodama, ali i sa šumama. Istovjetne su francuskim Meluzinama (fr. Melusine) i germanskim nixie. Folkloristi predlažu brojne teorije o nastanku tih bića, od kojih je jedna da potječu iz poganskih slavenskih vjerovanja, u kojima su se možda smatrale dobroćudnim duhovima. Rusalke se nerijetko pojavljuju u suvremenoj popularnoj kulturi, osobito u slavenskim državama, gdje se najčešće prikazuju kao svojevrsne sirene.
U sjevernoj Rusiji, rusalke se nazivaju i imenima poput vodjanica ili vodjaniha, kupalka, šutovka (hrv. „luda”), loskotuha ili ščekotuha (hrv. „škakljačica”). U ukrajinskom se folkloru nazivaju mavke. Navedena su imena bila učestalija do početka 20. stoljeća, dok je riječ „rusalka” dotad smatrana knjiškim nazivom.

## Etimologija
Naziv „rusalka” potječe iz riječi „rusalija” (crkvenoslavenski: рѹсалиѩ, staroistočnoslavenski: русалиꙗ, bugarski: русалия, srpski: русаље / rusalje), koja je u slavenske jezike ušla preko bizantskog grčkog rousália (grč. ῥουσάλια) iz latinskog Rosālia, što je označavalo razdoblje blagdana Duhova. Dugotrajne i vjerojatno pretkršćanske tradicije dovele su do toga da se to razdoblje u godini asocira s duhovima (poput ukrajinskih navki i mavki), koji su zatim dobili naziv prema blagdanu.

## Regionalne inačice
Rusalke su u Ukrajinskoj predaji vezane uz vodu. U Bjelorusiji su, međutim, vezane uz šume i polja. Tipično su prikazivane kao lijepe i gole djevojke, no u nekim su interpretacijama prikazivane kao ružne i dlakave. U predaji Tulske oblasti Rusije rusalke su muškarce škakljale do smrti.
U Poljskoj i Češkoj, vodene su rusalke bile mlade i svijetle kose, dok su šumske rusalke izgledale odraslije i imale crnu kosu; obje su inačice zaprimile zelenu boju kose te bile iskrivljena lica ukoliko ih je netko vidio izbliza. Svoje su žrtve ubijale škakljanjem ili prisilom na ples do točke ludila. U poljskoj je predaji naziv „rusalka” također označavao i druga bića, poput boginki i dziwożoni.

## Popularna kultura
Folkloristica Natalie Kononenko tvrdi da je dominantna reprezentacija rusalki u suvremenoj popularnoj kulturi ta nalik sireni, no s nogama umjesto ribljeg repa, te da su obilježje zavodnice zaprimile kroz književnu predaju. U prošlosti su, kaže, rusalke bile kompleksniji likovi više nalik duhovima te ih se povezivalo ne samo s vodom, već i s poljima, šumama i planinama, slično vilama.